# Sam Ringer
Pour les articles homonymes, voir Ringer.
Samuel Ringer dit Sam Ringer, né à Tarnów (Pologne) le 5 novembre 1918 et mort à Paris 19e le 8 octobre 1986, est un peintre français d'origine juive polonaise, rattaché à l'École de Paris.

## Biographie

### Carrière
Enfant naturel d'une couturière et d'un tailleur costumier de théâtre, Samuel Ringer est reçu en 1937 à l'Académie des beaux-arts de Cracovie. En 1939, il obtient le premier prix de dessin.
L'invasion de la Pologne par l'Allemagne nazie interrompt ses études, la famille Ringer étant juive. Sam Ringer doit participer à la construction du camp d'Auschwitz en 1940 puis est déporté la même année à Annaberg. Il passe ensuite par les camps de Sacrau, Mechtal, Markstädt (sous-camp de Gross-Rosen), Fünfteichen, Gross-Rosen, Buchenwald, Berga am Elster (sous-camp de Buchenwald) et finalement Theresienstadt. Il y est libéré par les Soviétiques au printemps 1945.
Malade, Sam Ringer est soigné à Litoměřice en Tchécoslovaquie puis à Cracovie. Convalescent, il s’inscrit en troisième année d’étude aux Beaux-Arts de Cracovie. En 1946, il quitte la Pologne avec le kibboutz Nili.
Il vient en France en 1947 et étudie aux Beaux-Arts de Paris pendant six ans. Il a pour maîtres Jean Souverbie en peinture, Camille Fonce et Édouard Goerg en gravure, René Jaudon en lithographie.
Ses œuvres sont présentées dans diverses expositions collectives (école des Beaux-Arts de Paris en 1950, Centre culturel juif de Paris en 1974, musée national d'Art moderne à Paris en 1981, Salon des indépendants en 1984 et 1985, etc.) et, après sa mort, à Paris au musée d'Art et d'Histoire du judaïsme en 2000.

### Vie privée
Aux Beaux-Arts de Paris, Sam Ringer rencontre Jeannine Ettlinger, qu'il épouse en 1957. Le couple a deux enfants, dont la chanteuse et comédienne Catherine Ringer, née en 1957.
Il est inhumé au cimetière de Montmartre (division 3, carré juif).

## Postérité
En 2005, le musée du Montparnasse à Paris présente des œuvres de Sam Ringer parmi les 160 exposées dans « Artistes d'Europe déportés », qui évoque une centaine d’artistes juifs victimes du nazisme et ayant participé à l’École de Paris.
En 2007-2008, le musée d'Art et d'Histoire du judaïsme de Paris présente un film de 14 minutes réalisé par Alex Szalat. Ce film est une adaptation d'un film sur calque réalisé à la fin des années 1930 par Sam Ringer, intitulé Le Théâtre kasrilévien, d'après Cholem Aleikhem.  Sa fille Catherine l'avait offert au musée.
En collaboration avec le MAHJ et la fondation PromahJ, Catherine Ringer évoque l'histoire et l'œuvre de son père dans un film de 26 minutes. « Sam Ringer par Catherine Ringer »

## Évocation
Sa fille Catherine Ringer se souvient que « abstrait ou figuratif ? Cette question systématique de l'époque le faisait souffrir. Pour lui l'abstrait n'existait pas vraiment. Il pensait que le beau était dans la nature. »

Elle évoque le parcours de son père pendant la guerre dans une chanson des Rita Mitsouko, C'était un homme (sur l'album Cool Frénésie, 2000) : 

« Près d'Auschwitz
Mon père grandissait
C'était un juif polonais
Aux Beaux-Arts, à Cracovie, il rêve de Paris
Et puis la guerre l'a surpris 
Ils l'ont pris à 19 ans
Il fit pendant ces cinq ans
Neuf camps différents […]
Oui, mais toujours lui est resté le sens de la beauté
On m'a dit, quand tout s'écroulait,
Comme il dessinait, comme il résistait. »